# 55e régiment de marche
Pour les articles homonymes, voir 55e régiment.
Le 55e régiment d'infanterie de marche (ou 55e régiment de marche) est un régiment d'infanterie français, qui a participé à la guerre franco-allemande de 1870 et à la campagne de 1871 à l'intérieur.

## Création et différentes dénominations
- 21 novembre 1870 : formation du 55e régiment d'infanterie de marche
- 1er octobre 1871 : fusion dans le 55e régiment d'infanterie de ligne

## Chef de corps
Le régiment est commandé jusqu'à sa fusion dans le 55e de ligne par le lieutenant-colonel Fischer, nommé par décret du 12 novembre 1870,.

## Historique
Le 55e régiment de marche est formé le 21 novembre 1870 à Clermont-Ferrand, à trois bataillons à six compagnies.
Il rejoint en décembre 1870 la 1re brigade de la 1re division du 19e corps d'armée,. Il combat avec l'armée de la Loire.
Il fait partie de la 1re brigade de la 1re division du 3e corps de l'Armée de Versailles lors des opérations contre la Commune de Paris.
Il fusionne le 1er octobre 1871 dans le 55e régiment d'infanterie de ligne.